# Podobna matrika
Podobne matrike so v linearni algebri tiste matrike z razsežnostjo {\displaystyle n\times n\,} za katere velja:
{\displaystyle B=P^{-1}AP\!\,,}
kjer je:
- {\displaystyle P\,} obrnljiva matrika z razsežnostjo {\displaystyle n\times n\,}
- {\displaystyle A\,} matrika
- {\displaystyle B\,} podobna matrika

Seveda sta matriki {\displaystyle A\,} in {\displaystyle B\,} podobni samo, če obstoja takšna matrika {\displaystyle P\,}, da velja zgornja trditev.
Podobne matrike predstavljajo linearno transformacijo pod dvema različnima bazama. Pri tem pa {\displaystyle P\,} pomeni spremembo baze.
Matriko {\displaystyle P\,} imenujemo tudi podobnostna transformacija. V okviru matričnih grup. Podobnost včasih obravnavamo tudi kot konjugacijo, podobne matrike pa imenujemo konjugirane.

## Značilnosti
Podobnost matrik je ekvivalenčna relacija v prostoru kvadratnih matrik. Podobne matrike imajo enake naslednje vrednosti:
- rang
- determinanto
- sled matrike
- lastne vrednosti
- karakteristični polinom

Razen tega je še vsaka matrika {\displaystyle A\,} podobna svoji transponirani matriki ({\displaystyle A^{T}\,}).